# The Body Electric (canção)
The Body Electric é uma canção da banda de rock canadense Rush.  Foi lançado como o segundo single do álbum de 1984, Grace Under Pressure .  Chegou ao # 56 nas paradas do Reino Unido.

## Composição e Gravação
A canção está na chave de Lá maior e é tocada no tempo comum.
A canção é baseada no episódio da Twilight Zone " I Sing the Body Electric ".
A Rolling Stone achou que a canção tinha letras de ficção científica.

## Recepção
Odyssey classificou "The Body Electric" 4.5 / 5, escrevendo que é provavelmente a canção mais orientada para o gancho de Grace Under Pressur , "como um dos mais cantados como refrões no catálogo do Rush.  O solo de guitarra é incrível e incorpora alguns efeitos excelentes e certamente se destaca como uma das melhores partes da canção.  A bateria de Neil é provavelmente a melhor coisa da canção " 
' Ultimate Classic Rock classificou o número da música 94 em sua lista de' All 167 Rush Songs The Worst to Best '. Eles elogiaram o baixo e a produção da canção.
Christopher Thelen do The Daily Vault achava que "The Body Electric" era uma canção agradável.
Em 2016, Prog escreveu que foi a 9ª melhor canção do Rush dos anos 80.